# Понтичели (Перуђа)
Понтичели је насеље у Италији у округу Перуђа, региону Умбрија.
Према процени из 2011. у насељу је живело 685 становника. Насеље се налази на надморској висини од 250 м.